# Parash Pathar
Parash Pathar (Bengalisch: পরশ পাথর, paraś pāthar; übersetzt: (Der) Stein der Weisen) ist ein indischer Spielfilm von Satyajit Ray aus dem Jahr 1958. Er entstand nach der gleichnamigen Kurzgeschichte von Rajsekhar Bose.

## Handlung
Paresh Chandra Dutta, ein älterer Bankangestellter, ist an einem regnerischen Nachmittag auf dem Heimweg von seiner Arbeit. Auf dem Weg findet er einen kleinen Stein und nimmt ihn wegen seiner schönen glatten Form mit. Zuhause schenkt er ihn einem kleinen Jungen aus der Nachbarschaft. Nach einer Weile kommt der Junge aufgeregt zu Paresh und zeigt, dass sich sein Zinnsoldat verwandelt hat, nachdem er ihn mit dem Stein berührt hat. Paresh will den geheimnisvollen Stein, der jedes Stück Metall in Gold verwandeln kann, zurückhaben. Er besticht den Jungen mit Süßigkeiten und Spielzeug zur Rückgabe.
Zu Hause demonstriert Paresh seiner Frau die Zauberkraft des Steins, indem er einige Haushaltsgegenstände in Gold verwandelt. Anders als seiner Frau kommen ihm jedoch Zweifel, ob dieser Stein der Weisen wirklich ein so guter Fund ist oder nicht doch eher eine Last. Paresh lässt sich überzeugen und verkauft einige Gegenstände zum Test der Echtheit des Metalls bei einem Goldhändler. Auf dem Rückweg träumt er davon, was er alles in Gold verwandeln könnte und welche gesellschaftliche Anerkennung ihm zuteilwerden würde. Er lässt sein Taxi schließlich an einem Schrottplatz anhalten und nimmt von dort zwei Eisenkugeln mit.
Schon bald gehören die Duttas zu den reichsten und geachtetsten Bürgern Kolkatas, sie wohnen in einer üppigen Villa. Er hat einen jungen Mann als Privatsekretär zur Organisation seiner Termine angestellt. Paresh ist in die gehobenen gesellschaftlichen Kreise eingebunden, doch wird als Emporkömmling, der in den Umgangsformen ungelenk ist, gemieden. Sein plötzlicher Reichtum bleibt für alle unerklärlich und er ist bemüht, sein Geheimnis zu bewahren. Bei einer Cocktailparty im Hause eines Geschäftsmannes betrinkt sich Paresh und lässt sich zu einer Zaubervorführung hinreißen, in der er Metall in Gold verwandelt. Zuhause bereut er seine Dummheit und weiht seinen Privatsekretär in das Geheimnis ein.
Der Gastgeber der Party besucht Paresh am nächsten Tag und versucht ihm sein Geheimnis zu entreißen. Statt der erfragten Formel für die Erschaffung eines solchen Steines rezitiert Paresh einige der in Bengalen bekannten Nonsenseverse von Sukumar Ray. Da diese nicht funktionieren, erstattet der Geschäftsmann Anzeige wegen Goldschmuggels.
In Panik gibt Paresh den Stein seinem Privatsekretär Priyatosh und flieht. Als sein Auto auf der Flucht kaputtgeht, wird er festgenommen. Seine einzige Möglichkeit, die Anklage zu widerlegen, ist eine Demonstration der Macht des Steines vor Gericht. Priyatosh hatte diesen jedoch verschluckt, als die Polizei in Pareshs Haus stürmte. Die Geschichte erzeugt großes Interesse in der Bevölkerung, die eilig alles Gold zu verkaufen versucht, um einer Goldentwertung zuvorzukommen.
Die Polizei will Priyatosh operieren lassen, um an den Stein zu kommen. Eine Röntgenaufnahme zeigt aber, dass der Stein von ihm langsam verdaut wird. Als Priyatosh den Stein verdaut hat, verwandelt sich alles Gold zurück in Eisen. Das Problem ist gelöst; Paresh und seine Frau werden entlassen und sind erleichtert.

## Hintergrund
Ray begann Parash Pathar während einer Drehunterbrechung von Jalsaghar zu filmen. Er schrieb später in einem Brief an die Filmkritikerin Marie Seton, dass es sich bei diesem Film um "eine Kombination aus Komödie, Fantasy, Satire, Farce und einen Hauch Pathos" handelt.
Ray Biograf Andrew Robinson glaubt, "der Film würde zu Rays besten Arbeiten gehören, wenn einige Ecken und Kanten nicht seine überhastete Drehzeit enthüllen würden", ebenso "vermittelt sich der Humor des Films einem westlichen Publikum nur teilweise".

## Auszeichnungen
Der Film wurde zu den Internationalen Filmfestspielen von Cannes 1958 eingeladen, ging bei der Preisverleihung jedoch leer aus.